# Benthopecten styracius
Benthopecten styracius är en sjöstjärneart som beskrevs av Fisher 1913. Benthopecten styracius ingår i släktet Benthopecten och familjen nålsjöstjärnor.
Artens utbredningsområde är Filippinerna. Inga underarter finns listade i Catalogue of Life.